# التأثير الحضاري للإسلام

الرسم الإسلامي التقليدي للفظ الجلالة "الله".

الإسلام يختلف في تأثيره عن غيره من الديانات والشرائع مع انه يتشابه معهم في الغاية وهي كمثلها من الديانات السماوية التي دعت إلى عبادة الله الواحد الأحد.
ذلك التأثير الذي لم يهتم فيه ببناء المعابد أو الامبراطوريات بل ببناء الإنسان واقامة العدل[ ؟ ] وعمارة الارض.
وفيما سعت الحضارات الأخرى حتى ذات الأصول السماوية منها بعد خفوت ضوئها لفرض العبودية على الإنسان ولو باسم الدين[ ؟ ] جاء الإسلام ليحرره من عبادة العباد لعبادة الله رب العباد وحده لاشريك له.
وانعكس ذلك البناء للنفس البشرية بتوحيد العبادة لله واقامة العدل بين الناس على ظهور الإسلام على الامم وقتئذ فيما انتشر الظلم والفساد في الجانب الآخر من الحضارات إلا أن الطفرة التي حققها العلماء مسلمون في مختلف العلوم وقتها ادي بالحضارة الإسلامية الي التفوق علي الحضارات الأخرى في العلوم المختلفة.

## المقالات التفصيلية
- العلماء المسلمون
- العلوم الإسلامية في العصور الوسطى
- العصر الذهبي للإسلام
- علم الفلك في العهد الإسلامي
- الكيمياء في العهد الإسلامي